# Escalaplano
Escalaplano – miejscowość i gmina we Włoszech, w regionie Sardynia, w prowincji Sud Sardynia. Graniczy z Ballao, Esterzili, Goni, Orroli, Perdasdefogu, Seui i Villaputzu.
Według danych na rok 2004 gminę zamieszkiwało 2527 osób, 27,2 os./km².